# Morne Watt
 Morne Watt je aktivní sopka na karibském ostrově Dominika. Měří 1 224 m.

## Poloha
Stratovulkán tvoří třetí nejvyšší bod ostrova. Leží v jeho jižní části asi 7 km od sopky Morne Trois Pitons. Je součástí národního parku Morne des Trois Pitons.

## Vulkanismus
Před 1 300 lety způsobila velká sopečná erupce pyroklastické proudy. V roce 1880 došlo severovýchodně od vrcholu (v údolí Desolation) k silnému freatickému výbuchu. Sopečný popel padal až 4 km od kráteru. Poslední erupce se odehrála v červenci 1997, kdy v oblasti Vallée de la Désolation' proběhla malá freatická erupce.